# Škoflje (gmina Divača)
Škoflje – wieś w Słowenii, w gminie Divača. W 2018 roku liczyła 105 mieszkańców.